# Liste des maires de La Ravoire
Cette page présente la liste des maires de La Ravoire, cinquième ville du département de la Savoie en population avec plus de 10 000 habitants.

## Liste des maires
| Période                                  | Période          | Identité                 | Étiquette                 | Qualité |
| ---------------------------------------- | ---------------- | ------------------------ | ------------------------- | --- |
|                                          | En cours         |                          |                           | |
| 1908                                     | mars 1944        | Léon Costa de Beauregard |                           | Conseiller général du canton de Chambéry-Sud (1919 → 1928) |
| mars 1944                                | mai 1953         | Calixte Duisit           | SFIO                      | |
| mai 1953                                 | 11 mars 2001     | Jean Blanc               | MRP puis CDP puis UDF-CDS | Maraîcher Président du SIAURC (1957 → 1977) Conseiller général du canton de Chambéry-Sud (1961 → 1973) Sénateur de la Savoie (1968 → 1995) Conseiller général du canton de La Ravoire (1973 → 1998) 1er vice-président du conseil général de la Savoie (1982 → 1998)                                                                                                   |
| 11 mars 2001                             | 4 septembre 2017 | Patrick Mignola          | UDF-DL puis MoDem         | Chef d'entreprise Député de la 4e circonscription de la Savoie (2017 → 2022) Conseiller régional d'Auvergne-Rhône-Alpes (2015 → 2021) Vice-président de la région Auvergne-Rhône-Alpes (2016 → 2017) Président de Métropole Savoie (2014 → 2017) Vice-président du conseil général de la Savoie (2002 → 2010) Conseiller général du canton de La Ravoire (1998 → 2010) |
| 4 septembre 2017                         | 3 Juillet 2020   | Frédéric Bret            | DVD                       | Chef d'entreprise Conseiller départemental du canton de La Ravoire (2015 → 2021) |
| 3 Juillet 2020                           | En cours         | Alexandre Gennaro        | SE                        | Chef d'entreprise Conseiller départemental du canton de La Ravoire (2021 → ) |
| Les données manquantes sont à compléter. |                  |                          |                           | |

## Politique et administration

### Administration municipale
Le conseil municipal de La Ravoire se compose du maire, de 8 adjoints, de 12 conseillers délégués et de 8 conseillers municipaux.

Voici ci-dessous le partage des sièges au sein du conseil municipal :

### Tendances politiques et résultats
Les différents maires de La Ravoire avaient majoritairement des tendances politiques de centre-droite, excepté un maire qui avait pour parti le SFIO.
Le conseil municipal représente les habitants. Ses attributions sont très larges depuis la loi de 1884 qui le charge de régler « par ses délibérations les affaires de la commune ». Le conseil municipal donne son avis toutes les fois qu’il est requis par les textes ou par les représentants de l’État.

## Pour approfondir